# 2000 ve sportu
Toto je přehled sportovních událostí konaných v roce 2000.

## Alpské lyžování
Světový pohár v alpském lyžování 1999/2000
- Muži

| Velký křišťálový glóbus: - Hermann Maier |

Malé křišťálové glóbusy:
| Slalom - Kjetil André Aamodt | Sjezd - Hermann Maier | Obří slalom - Hermann Maier | Super G - Hermann Maier |

- Ženy

| Velký křišťálový glóbus: - Renate Götschlová |

Malé křišťálové glóbusy:
| Slalom - Spela Pretnar | Sjezd - Regina Häusl | Obří slalom - Michaela Dorfmeisterová | Super G - Renate Götschlová |

## Aerobic
Mistrovství světa Riesa:
| Muži - Jonatan Cańada | Ženy - Izabela Lacatus | Páry - Rusko | Trojice - Rumunsko |

FISAF World Championships Gent:
| Muži - Claudio Franzen | Ženy - Lauren Farry | Páry - Finsko | Trojice - Česko |

FISAF European Championships Chomutov:
| Muži - Aleksej Levkin | Ženy - Eva Szloboda | Páry - Finsko | Trojice - Česko |

## Aquathlon
Mistrovství světa –  Cancun:
- Muži –  Matt Reed
- Ženy –  Pilar Hidalgo

## Automobilový sport
Vytrvalostní závody:
- ALMS  Allan McNish

Formulové závody:
- CART  Gil de Ferran
- Formule 1  Michael Schumacher
- Formule 3000  Bruno Junqueira
- Formule Nissan  Antonio García
- Formule Nippon  Toranosuke Takagi
- IRL  Buddy Lazier
- Formule 3 v roce 2000

| Evropský pohár F3: - Jonathan Cochet | Středoevropský pohár F3: - Fulvio Cavicchi | Skandinávská série F3: - Mikael Karlsson |
| Jihoamerická série F3: - Vitor Meira | Rakouský Pohár F3: - Marco Shärf           | Rakouská Trofej: - Reimund Seidenfaden   |

Národní šampionáty F3:
| Velká Británie - Antônio Pizzonia | Německo - Giorgio Pantano  | Japonsko - Sébastien Philippe | Francie - Jonathan Cochet |
| Itálie - Davide Uboldi            | Finsko - Marko Nevalainen  | Švédsko - Mikael Karlsson     | Norsko - Marko Nevalainen |
| Švýcarsko - Jo Zeller             | Rakousko - Fulvio Cavicchi | Rusko - Alberto Pedemonte     | USA - Stuart Crow         |
| Mexiko - José Antonio Ramos       |                            |                               |                           |

## Badminton
Mistrovství světa týmů Kuala Lumpur
- Muži –  Indonésie
- Ženy –  Čína

Mistrovství Evropy Glasgow
- Muži – Dvouhra  Peter Gade Christensen
- Muži – Čtyřhra  Jens Eriksen/Jesper Larsen
- Ženy – Dvouhra  Camilla Martin
- Ženy – Čtyřhra  Donna Kellogg/Joanne Goode
- Mix – Týmy  Dánsko
- Mix – Čtyřhra  Rikke Olsen/Michael Sřgaard

## Bandy
Světový pohár
- Västerås SK

Evropský pohár
- Sandvikens AIK

## Biatlon
Mistrovství světa Oslo
- Muži:
  - 10 km –  Frode Andresen
  - 12,5 km –  Frank Luck
  - 15 km –  Raphaël Poirée
  - 20 km –  Wolfgang Rottmann
  - 4× 7,5 km –  Rusko
- Ženy:
  - 7,5 km –  Liv Grete Skjelbreidová Poiréeová
  - 10 km –  Magdalena Forsberg-Wallin
  - 12,5 km –  Liv Grete Skjelbreidová Poiréeová
  - 15 km –  Corinne Niogret
  - 4× 7,5 km –  Rusko

Světový pohár
- Muži: Raphaël Poirée
- Ženy: Magdalena Forsberg-Wallin

Mistrovství Evropy Zakopané
- Muži:
  - 10 km –  Andreas Stitzl
  - 12,5 km –  Tomasz Sikora
  - 20 km –  Zdeněk Vítek
  - 4× 7,5 km –  Německo
- Ženy:
  - 7,5 km –  Magdalena Gwizdon
  - 10 km –  Magdalena Grzywa
  - 15 km –  Iva Schkodreva-Karagiozova
  - 4× 7,5 km –  Slovensko

## Cyklistika
Mistrovství světa
- Muži –  Romans Vainsteins
- Ženy –  Zinaida Stahurskaya

Časovka
- Muži –  Serhij Hončar
- Ženy –  Mari Holden

Giro d'Italia
- Stefano Garzelli

Tour de France
- Lance Armstrong

Vuelta a España
- Roberto Heras

Cyklistika v roce 2000

## Florbal
- Mistrovství světa ve florbale mužů 2000 –  Švédsko
- 1. florbalová liga mužů 1999/2000 – 1. SC SSK Vítkovice
- 1. florbalová liga žen 1999/2000 – 1. SC SSK Vítkovice

## Plážový volejbal
Mistrovství Evropy Bilbao:
- Muži –  Paul Laciga/Martin Laciga
- Ženy –  Laura Bruschini/Annamaria Solazzi

## Volejbal
- velké změny pravidel volejbalu